# فرودگاه اسکای‌هیون (پنسیلوانیا)
فرودگاه اسکای‌هیون (پنسیلوانیا) (به انگلیسی: Skyhaven Airport (Pennsylvania)) یک فرودگاه همگانی بهره‌برداری هوایی است که یک باند فرود آسفالت دارد و طول باند آن ۶۱۲ متر است. این فرودگاه در کشور ایالات متحده آمریکا قرار دارد و در ارتفاع ۱۹۵ متری از سطح دریا واقع شده است.